# Gun truck

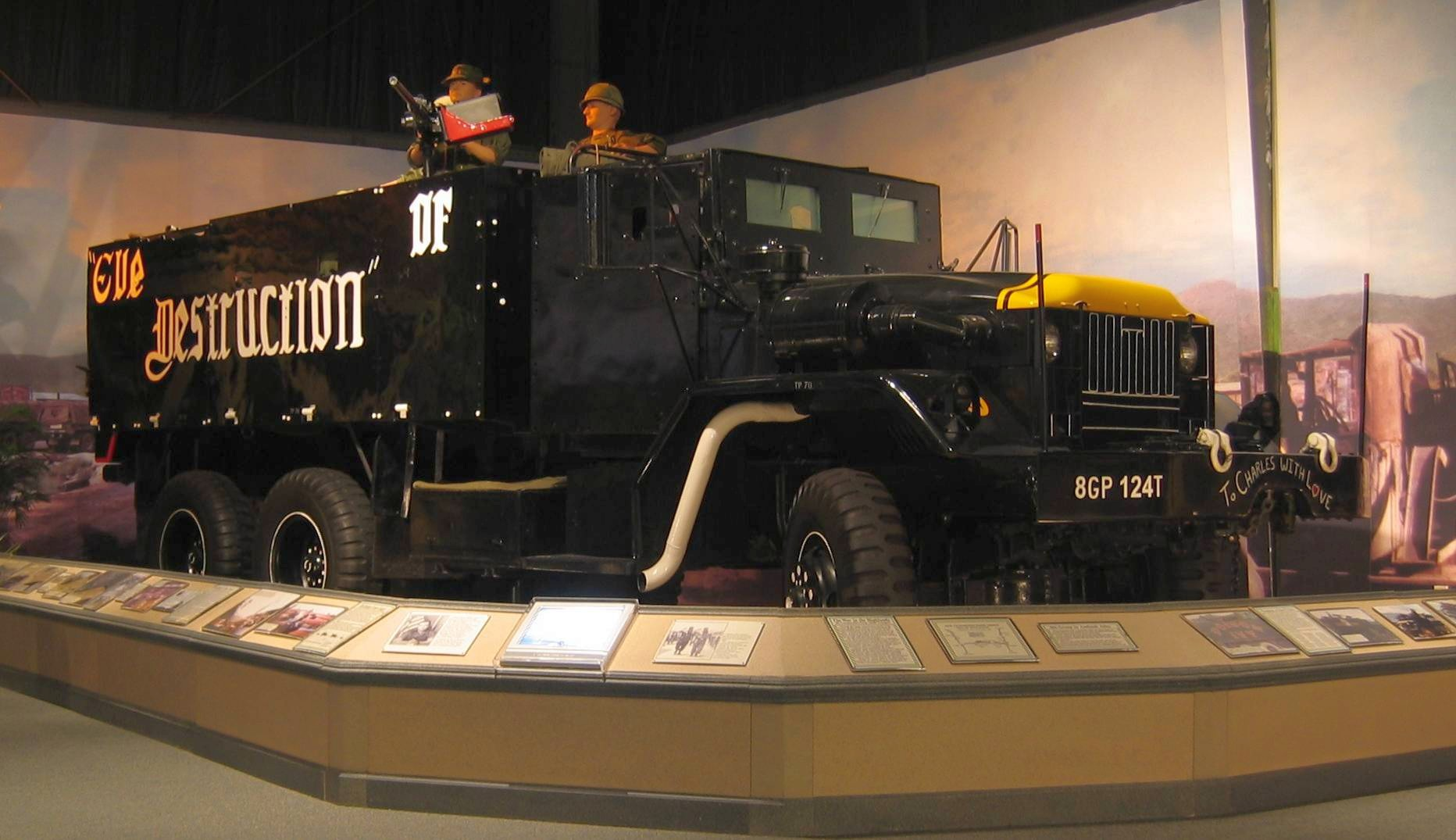
Eve of Destruction upravený z M54

Gun truck je pojmenování pro improvizovaně obrněné vozidlo založené na komerčních nákladních a užitkových automobilech, určené k palebné podpoře vojenských konvojů. Oproti nákladním verzím jsou taková vozidla dodatečně opatřena pancéřováním a těžkými zbraněmi (nejčastěji kulomety) pro podporu konvojů v oblastech, kde se očekává útok nepřátelských partyzánských skupin. Využívány byly např. v arabsko-izraelské válce, válce ve Vietnamu a válce v Iráku.
Vozidla tohoto určení zažila boom během války ve Vietnamu, kde byly americké lehce bráněné konvoje často napadány bojovníky Vietcongu, kteří se tak snažili ničit americké zásobovací trasy. Proto postupně jednotlivé osádky upravovaly své nákladní automobily např. pytli s pískem, dřevem a plechem, což ale bylo velmi provizorní a jednoduché řešení. Tvůrci vietnamských gun trucků byli pravděpodobně příslušníci americké 8. transportní skupiny, kteří pro gun trucky použili jako základ vojenský 2,5tunový nákladní automobil M35 a později 5tunový M54. Jelikož šlo o improvizace, bylo každé vozidlo do jisté míry odlišné. Později vznikly tři varianty těchto vozidel:
- Nákladní automobil vybavený ocelovým rámem kolem korby a kabiny opatřený kolem stran pancířem. Starší verze měly střílny pro pušky M14 a M16, pozdější verze měly výřezy pro kulomety. Shora byl prostor otevřený. Šlo o nejstarší a nejpočetnější verzi.
- Nákladní automobil osazený protiletadlovou věží Maxson na korbě. Elektricky ovládaná věž Maxson byla opatřena čtveřicí kulometů Browning M2HB a čelním pancířem.
- Nákladní automobil osazený korbou obrněného transportéru M113.

K dalšímu vybavení gun trucků patřila radiostanice, granátomety atd. Posádku většinou tvořil řidič, minimálně 2 střelci z kulometů, poddůstojník a popř. granátometčík. Použití gun trucků snížilo americké ztráty konvojů a v horších případech jim umožnilo se udržet do příjezdu posil.